# 扁体虫科
扁体虫科（学名：Placidae）是前口目下的一个科。

## 下属分类
本科包括以下属：
- 扁体虫属 Placus Cohn, 1866
- Spathidiopsis Fabre-Domergue, 1889
- Thoracophrya Kahl, 1926